# Albany (řeka)
Albany (anglicky Albany River) je řeka na severu provincie Ontario v Kanadě. Je 982 km dlouhá. Povodí má rozlohu 118 000 km².

## Průběh toku
Odtéká z jezera Cut, přičemž nese stejné jméno jako toto jezero. Horní tok se vyznačuje velkým množstvím jezer (Bamadji, St. Joseph, Minimiska) a peřejemi. Ústí do Jamesovy zátoky Hudsonova zálivu. Největším přítokem je zprava Kenogami.

## Využití
Řeka se vyznačuje velkými energetickými zásobami.